# Babylonia japonica
Babylonia japonica is een slakkensoort uit de familie van de Babyloniidae. De wetenschappelijke naam van de soort is voor het eerst geldig gepubliceerd in 1842 door Reeve.